# Rede Nacional de Rádio
Rede Nacional de Rádio ou Radiosat é uma rede de rádios pública que está sob administração da EBC Serviços. Sua transmissão é feita via satélite pelo Star One D2, no mesmo canal do Canal Gov (Antiga NBR).
Em dezembro de 2016, a rede criou uma página na Internet para que as emissoras pudessem baixar e transmitir os programas no horário em que elas quiserem, sem a necessidade de estar se conectando ao Satélite.
Sua principal finalidade, entre os vários canais da Empresa Brasil de Comunicação, é disponibilizar material de áudio gratuito para emissoras de rádio de todo o país. Também transmite o programa A Voz do Brasil, os pronunciamentos oficiais do governo e o Horário Eleitoral, programas estes de retransmissão obrigatória por todas as rádios. Além disso, as auxilia informando no site o dia e a hora em que elas devem se conectar ao Satélite para retransmitir tais programas, alguns deles de exibição facultativa.
A rede tem programação 24 horas por dia. Seus programas normalmente visam divulgar as notícias e informações do Governo Federal, alguns deles produzidos pela própria equipe e outros por órgãos e ministérios, como o MEC e a AGU. Também é transmitida a programação das Rádios EBC.